# Cyclocross-Weltmeisterschaften 1991
Die Cyclocross-Weltmeisterschaften 1991 wurden am 2. und 3. Februar im niederländischen Gieten ausgetragen. Schauplatz waren die Kiesteiche westlich des Orts, an denen auch jahrzehntelang der Veldrit Gieten organisiert wurde.

## Ergebnisse

### Profis
| Platz | Land             | Sportler           |
| ----- | ---------------- | ------------------ |
| 1     | Tschechoslowakei | Radomír Šimůnek    |
| 2     | Niederlande      | Adrie van der Poel |
| 3     | Frankreich       | Bruno Lebras       |

### Amateure
| Platz | Land     | Sportler            |
| ----- | -------- | ------------------- |
| 1     | Schweiz  | Thomas Frischknecht |
| 2     | Danemark | Henrik Djernis      |
| 3     | Italien  | Daniele Pontoni     |

### Junioren
| Platz | Land             | Sportler      |
| ----- | ---------------- | ------------- |
| 1     | Tschechoslowakei | Ondřej Lukeš  |
| 2     | Tschechoslowakei | Jiří Pospíšil |
| 3     | Polen            | Dariusz Gil   |